# Rebecca Adlington
Rebecca Adlington, OBE (* 17. Februar 1989 in Mansfield, Vereinigtes Königreich) ist eine ehemalige britische Freistilschwimmerin.
Bei den Kurzbahnweltmeisterschaften 2008 in Manchester wurde Adlington mit neuer Europarekordzeit Weltmeisterin über die 800 m Freistil. Bei den Olympischen Sommerspielen 2008 in Peking gewann sie die Goldmedaillen über 400 m Freistil und über 800 m Freistil.
2009 erhielt sie den Laureus World Sports Award in der Kategorie „Durchbruch des Jahres“. Bei den Schwimmweltmeisterschaften 2009 in Rom errang Rebecca Adlington zwei Bronzemedaillen, mit der 4 × 200-m-Freistilstaffel in neuer Europarekordzeit und über 400 m Freistil.
2010 gewann Adlington bei den Commonwealth Games in Neu-Delhi vier Medaillen: Gold über 400 und 800 m Freistil sowie Bronze über 200 m Freistil und mit der 4 × 200-m-Freistilstaffel.
Im Februar 2013 gab Adlington ihren Rücktritt vom professionellen Schwimmsport bekannt.
Im November und Dezember 2013 nahm Adlington an der dreizehnten Staffel der britischen Reality-Show I’m a Celebrity…Get Me Out of Here! teil, wo sie auf den sechsten Platz gewählt wurde. 2018 wurde sie in die International Swimming Hall of Fame aufgenommen.

## Rekorde
| Weltrekorde (1)        | Weltrekorde (1) | Weltrekorde (1) | Weltrekorde (1) |
| ---------------------- | --------------- | --------------- | --------------- |
| 800 m Freistil         | 08:14,10 min    | 16. August 2008 | Peking          |
| Europarekorde (1)      |                 |                 |                 |
| 4 × 200 m Freistil     | 07:45,51 min    | 30. Juli 2009   | Rom             |
| (Stand: 30. Juli 2009) |                 |                 |                 |